# Leucocnemis perfundis
Leucocnemis perfundis là một loài bướm đêm trong họ Noctuidae.